# Jacques Chastan
Pour les articles homonymes, voir Saint Jacques et Chastan.
Jacques Honoré Chastan, 1803 - 1839, est un prêtre catholique français des Missions étrangères qui fut martyrisé en Corée. Il fait partie du Groupe des cent-trois martyrs de Corée.

## Biographie

### Jeunesse et vocation
Jacques Chastan est né le 6 octobre 1803 (13 vendémiaire an XII), aîné de huit enfants, à Marcoux dans les Alpes-de-Haute-Provence, de parents agriculteurs.
Il fit ses études à Digne avant d'entrer en 1820 au petit séminaire d'Embrun. Il revint au collège de Digne pour y terminer ses études en 1822.
En 1823 il entra au grand séminaire, et fut ordonné prêtre le 23 décembre 1826 et célébra sa première messe à Marcoux.
Il entra le 13 janvier 1827 au séminaire des Missions étrangères à Paris, d'où il partit le 22 avril pour rejoindre Bordeaux et s'embarquer à destination de Macao.

### Mission et martyre
Quinze mois plus tard, après de nombreuses péripéties, Jacques Chastan parvint à Macao qu'il quitta pour rejoindre Shanghai qu'il atteignit en février 1834.
Il eut beaucoup de difficultés à entrer en Corée, but de sa mission, et ne put y parvenir que le 31 décembre 1836, après avoir traversé le fleuve frontière Yalou et marché une dizaine de jours. Le 15 janvier 1837, il parvenait à Séoul. Il y étudia d'abord la langue, et accomplit sa mission malgré les grandes difficultés rencontrées.
Monseigneur Laurent Imbert, vicaire apostolique, arriva à Séoul à la fin de 1837, il confia les provinces du sud au P. Jacques Chastan, tandis que celles de l'est étaient confiées au P. Pierre Maubant. 
Les conversions se multipliaient ce qui entraîna une nouvelle persécution, pendant laquelle de nombreux chrétiens furent arrêtés et sommés d'apostasier et de dénoncer les prêtres missionnaires. Ces derniers choisirent de se livrer aux autorités afin que les nouveaux chrétiens soient épargnés.
Ils furent donc arrêtés, incarcérés, mis au pilori et torturés. 
Le 21 septembre 1839, ils furent tous décapités.
La dépouille de Jacques Chastan, ainsi que celle de deux autres martyrs, restèrent exposées pendant trois jours avant d'être inhumées sur les lieux de l'exécution. Puis, elles furent transférées en 1843 dans la montagne Sam Syeng San, et, depuis 1903, reposent dans la cathédrale de Séoul.

## Citation
« Si quelque chose pouvait diminuer la joie que nous éprouvons en ce moment de départ, ce serait de quitter ces fervents néophytes que nous avons eu le bonheur d'administrer pendant trois ans et qui nous aiment comme les Galates aimaient saint Paul, mais nous allons à une trop grande fête pour qu'il soit permis de laisser entrer des sentiments de tristesse dans son cœur. Nous avons l'honneur de recommander ces chers néophytes à votre ardente charité ».

## Béatification - Canonisation
La cause en béatification de Jacques Chassan a été introduite par un décret en date du 24 septembre 1857.
- Le 5 juillet 1925, le Pape Pie XI béatifia 79 martyrs morts pour la foi en Corée entre 1838 et 1846 (dont jacques Chastan)[5].
- Le Pape Paul VI béatifia 24 autres martyrs du même pays le 6 octobre 1968.
- Le 6 mai 1984, à Séoul, le Pape Jean-Paul II canonisa les 103 bienheureux[5] :
  - 3 évêques de la Société des Missions Étrangères de Paris :
    - Laurent Imbert, Siméon-François Berneux, Antoine Daveluy

  - 7 prêtres de la même Société :
    - Pierre Maubant, Jacques Chastan, Just Ranfer de Bretenières, Louis Beaulieu, Pierre-Henri Dorie, Pierre Aumaître, Martin Luc Huin

  - André Kim, le premier prêtre coréen
  - 92 laïcs.

C'était la première canonisation en dehors de Rome.
- Il est fêté le 21 septembre[5].

## Conséquences politiques
Une première mission navale destinée à exiger des Coréens des explications sur le meurtre des trois missionnaires fut montée en 1845, puis une deuxième en 1847, laquelle échoua assez piteusement.
En 1866, le massacre à Séoul de neuf autres missionnaires donna lieu à une expédition punitive contre le Régent de Corée par une force navale française placée sous le commandement du contre-amiral Pierre-Gustave Roze qui eut lieu du 18 septembre au 12 novembre 1866.